# Новое общество живописцев

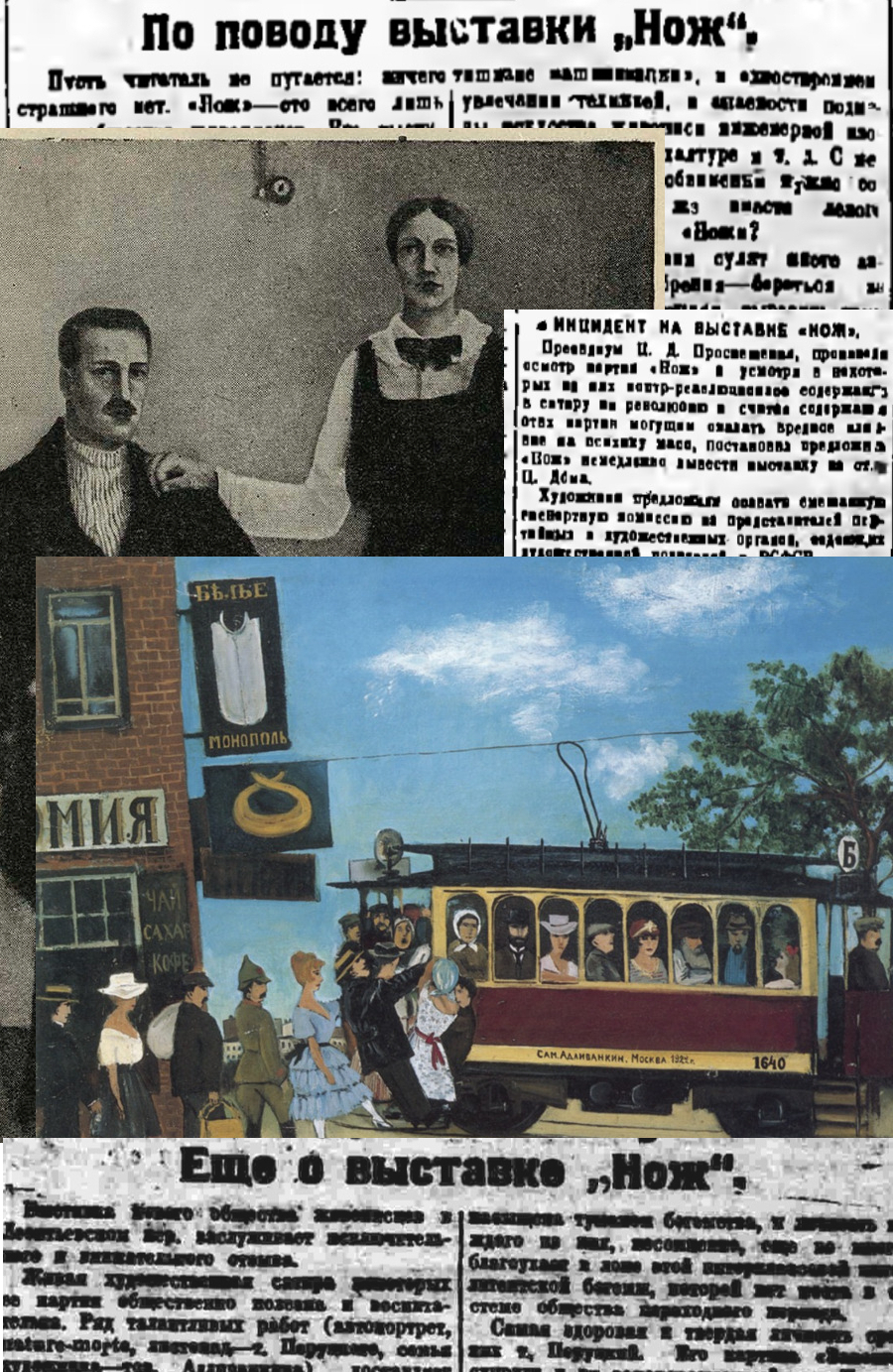
Выставка «НОЖ» (коллаж)

Новое общество живописцев (НОЖ) — объединение шести живописцев, оставившее яркий след в художественной жизни Москвы начала 1920-х единственным фактом своей деятельности — выставкой, состоявшейся в ноябре-декабре 1922 года.

## История
Объединение было создано в конце 1921 года 4 художниками: инициаторами выступили Самуил Адливанкин (1897—1966) и Георгий Ряжский (1895—1952), к ним присоединились Александр Глускин (1899—1969) и Михаил Перуцкий (1892—1959). В 1922 году, практически накануне выставки, в объединение вошли Амшей Нюренберг (1887—1979) и Николай Попов (1890—1958).
Объединение «НОЖ» провело единственную выставку в ноябре-декабре 1922 года в Центральном доме работников просвещения в Леонтьевском переулке, 4. Публике был представлен текст программного манифеста «Наш путь», напечатанный также и в каталоге.
Выставка должна была открыться 19 ноября, но Президиум Дома после осмотра картин запретил её проведение из-за «контрреволюционного содержания и сатиры на революцию... считая содержание этих картин могущим оказать вредное влияние на психику масс». 22 ноября собравшаяся по предложению художников экспертная комиссия (К. Юон от ГАХН, А. Иванов от Наркомпроса, С. Кольцов от ЦК РАБИСа)) не обнаружила в представленных произведениях «контрреволюционного содержания», сатиру нашла «не на революцию, а на мещанство» и заключила, что «выставка представляет интерес в художественном отношении, даже намечает отчасти пути подлинно революционного пролетарского искусства». Выставка была разрешена к показу, но выводы комиссии не устроили Президиум Дома, который потребовал повторно осмотреть экспозицию комиссией, составленной исключительно из партийных работников. В связи с угрозой закрытия выставки художники обратились с письмом к наркому просвещения А. В. Луначарскому. Нарком лично посетил экспозицию и опубликовал свой письменный отзыв в «Известиях»:

 «Приветствую „Нож“ 1) за его манифест, который принципиально верен, хотя и не в манифесте дело; 2) за то, что первый шаг сделан действительно в направлении этого верного манифеста; 3) за общую свежесть и талантливость выставки; 4) за полные живой и реальной поэзии, насыщенные юмором работы т. Адливанкина».— А. В. Луначарский.
26 ноября о выставке написал в «Известиях» один из самых влиятельных критиков тех лет Яков Тугендхольд, 30 ноября с благожелательной рецензией в «Правде» выступил профессор МГУ искусствовед Алексей Сидоров, 8 декабря в «Правде» была напечатана ещё одна одобрительная статья о выставке. В первом же номере появившегося в 1923 году журнала «Русское искусство» Я. Тугендхольд вновь, но уже более развернуто, высказался о выставке НОЖа. В 1923 году появился и резко негативный отзыв В. Керчича, напечатавшего в журнале «Эхо» статью «в хлёстком фельетонном стиле под названием, остротой своей не уступавшим названию самой выставки, только чуть более длинном» — «О „поножовщине“ в живописи, о „героическом реализме“, о „валютных“ живописцах, о гибнущей молодёжи, которая не погибнет, и о моём печнике Петре Николаевиче, спасающем русское искусство, а значит и меня. (Хроника художественной жизни)». Несколько позднее, в 1924 году, о выставке НОЖа отозвался и критик А. Федоров-Давыдов.
В рамках проведения выставки 6 декабря был организован диспут, озаглавленный «Первый удар НОЖа». Докладчиком был С. Адливанкин, выступали: Д. Штеренберг, Э. Бескин, А. Нюренберг и другие.
Выставка завершилась 19 декабря 1922 года и планировалась к показу в Петрограде, однако продолжения выставочной деятельности НОЖа не последовало. Вскоре после закрытия экспозиции в журнале «Крокодил» была помещена весьма подробная карикатура Д. И. Мельникова «На выставке „Нож“», которая (при отсутствии каких-либо фотографий) позволяет современным исследователям частично реконструировать особенности построения выставки и даже воспроизвести предметное содержание нескольких утраченных впоследствии картин.

## Идейная программа
Манифест «Наш путь», привлёкший внимание критики в не меньшей степени, чем картины Нового общества живописцев, был направлен прежде всего против доминировавших в те годы беспредметников (супрематизм, УНОВИС) и конструктивистов (ОБМОХУ, выставка «5х5=25»), пришедших к отрицанию станковой живописи и уходу в производственное искусство. Особое звучание манифесту НОЖа придавало то, что его лидеры ещё недавно сами примыкали к «левому» флангу искусства — в 1918—1919 годах С. Адливанкин учился у В. Татлина, Г. Ряжский — у К. Малевича. Однако для них оказалось невозможным раствориться в производстве, отказаться от изобразительности, от выражения внутреннего мира человека средствами предметной живописи, от коммуникации со зрителем.

«Конструктивизм, провозглашая смерть искусства, мыслит человека механизированного, „человека-автомата“, несложный комплекс чувств которого, конечно, может быть организуем средствами „интеллектуально-материального производства“. <…> А мы хотим создавать реальные произведения искусства, организующие и систематизирующие человеческие чувства и их обобществляющие».— «Наш путь».
Эта направленность манифеста НОЖа получила поддержку большинства критических статей о выставке. А. Сидоров писал: «Мы… сочувствуем художникам, имевшим мужество из „беспредметников“ стать „изобразителями“. Мы думаем, что давно уже пора сказать в лицо „конструктивистам“ ту горькую правду, которая здесь сказана».
В стремлении возродить и утвердить предметное искусство участники НОЖа не были одиноки: оппозиция беспредметничеству и конструктивизму сближала их с представителями созданных в 1921 году обществ «Маковец» и «Бытие». Отказ от беспредметного, утверждение принципов станковой живописи провозгласила и созданная в 1922 году Ассоциация художников революционной России. Однако ни натурализм, стремление к которому АХРР унаследовала от передвижников, ни символизм «Маковца» — не были близки идейной программе участников НОЖа и их художественной практике начала 1920-х годов.
Некоторые положения манифеста вызвали острые разногласия в рядах группы: Перуцкий, Глускин и Нюренберг резко возражали против радикальных выпадов Адливанкина и Ряжского в адрес европейского постимпрессионизма. Резкий контраст между пафосными претензиями, провозглашёнными в манифесте НОЖа («Мы пионеры невиданного возрождения в русской живописи»), и общим обликом выставки были остро восприняты критикой, так как, в отличие от громогласной декларации, «сами картины этой громогласности были абсолютно лишены».

## Художественная практика
На выставке экспонировались более 70 работ. Почти половину из них составляли картины С. Адливанкина — около 30, ещё 22 произведения показал М. Перуцкий. В существенно меньшем количестве были представлены Г. Ряжский и А. Глускин и всего лишь несколькими работами — А. Нюренберг и Н. Попов.
Живопись участников объединения была разной по жанровой направленности: Адливанкин выставил бытовые картины иронического характера, Ряжский — портреты и пейзажи, Перуцкий и Глускин — несколько бытовых сценок, близких картинам Адливанкина, пейзажи, портреты, натюрморты; среди работ Нюренберга было несколько ташкентских пейзажей, у Попова — портреты и пейзажи.
В общем соотношении произведений половину составляли пейзажи, что утверждало возврат НОЖа к природе (этим же путём пошли художники общества «Бытие») и воплощало выдвинутую манифестом идею преодоления конструктивизма и беспредметничества. Однако не пейзажи задавали тон экспозиции. Наиболее эффектную и полемичную её часть составили работы, ориентированные на традиции примитива — городского фольклора (лубки, вывески, расписные подносы) и купеческо-мещанского провинциального портрета конца XIX века.
Обращение художников к бытовой тематике в период перехода от военного коммунизма к нэпу было вполне естественным шагом, и вслед за критикой обывательщины и мещанства в поэзии В. Маяковского, рассказах М. Зощенко, серии рисунков В. Лебедева «Новый быт» (1922) прямая сатира на мещанство не обнаружила бы в себе «контрреволюционного содержания». Но полемичность обращения художников НОЖа к теме быта проявилась в том, что их работы выражали не сатиру, а иронию.
Подозрительно изображены С. Адливанкиным красноармейцы в его картинах «Перед отъездом на фронт» и «Тоска по родине». Но это не сатира, отмечал в своей статье профессор А. Сидоров:

«Сатиры на выставке нет. Художник, который прежде других обращает на себя внимание — Адливанкин, смеётся и достаточно по-гоголевски, и над самим собой, и над Н—ским губполитпросветом. Кажется, наиболее „предосудительными“ оказались картины его, посвящённые Красной армии. Адливанкин изобразил красноармейца, снимающегося у бульварного фотографа и тоскующего рядом с фонографом. Это, конечно, будни, и тоже ирония. Формы картин нарочно упрощённые: их стиль — это „неопримитивизм“ <…> Красноармейцы Адливанкина изображены так, как если бы они сами себя нарисовали».
В обаятельную картину-сценку Адливанкина «Трамвай Б», где художник почти обретает свойственные примитиву простодушие и непосредственность, ироническую ноту вносит эпизод давки взбирающихся на трамвайную площадку пассажиров. Но ирония «обнаруживает, что художник не столь уж простодушен, как кажется на первый взгляд», не так наивен и непосредственен, как подлинные примитивы — Н. Пиросманишвили или А. Руссо.
Иронический настрой творчества Адливанкина включал в себя и немалую долю самоиронии, которой проникнута серия его автопортретов. Сохранился лишь один из них, «Уполномоченный самарского ВХУТЕМАСА (Автопортрет с завязанной щекой)», решённый по типу парадно-романтического портрета, — но возвышенно-респектабельный образ снижают белая повязка и лукавый, немного удивлённый взгляд художника.
Другие, несохранившиеся автопортреты серии были выполнены в сюжетно-повествовательном ключе и сопровождались обстоятельными подписями в духе авторских названий некоторых картин Павла Федотова: «Художник Революции, терзаемый тремя символическими собаками: злобой, нуждой и завистью», «Художник, отлетающий на аэроплане на Нижегородское торжище продавать свои картины», «Художник, лишенный акпайка, лишает себя жизни». Эти и подобные им авторские подписи, подчёркивавшие повествовательное содержание картин («Законные супруги и их законнорожденный сын Петя» М. Перуцкого), вызвали замечание-пожелание А. Сидорова отдельным представителям НОЖа: «что подпись под картиной всё-таки вещь ненужная в последнем счете, художникам надо бы больше помнить».
Граничащая с литературностью образность этой группы работ (в неё входила и картина А. Глускина «Наркомпрос в парикмахерской») не исчерпывала всей полноты «примитивистской» линии выставки НОЖа. В ней присутствовали более лирические произведения Адливанкина — «Портрет моих родителей», «Семья художника», а также полный значительного достоинства «Портрет предфабзавкома с женой» Ряжского» («Мещанский портрет») и внутренне драматичный и духовно-напряжённый «Автопортрет» Перуцкого.
Подавляющее большинство произведений, показанных на выставке НОЖа, не сохранилось. От картин Н. Попова остался лишь «Портрет женщины в синей шляпе» (Самарский областной художественный музей), о работах А. Нюренберга дают представление его ташкентские пейзажи, датированные 1923 годом, о живописи А. Глускина — «Натюрморт» 1921 года из Музея русского искусства (Ереван). В числе нескольких сохранившихся пейзажей М. Перуцкого — «Дом в Славуте» (Приморская государственная картинная галерея); о пейзажах Г. Ряжского можно судить лишь по репродукции «Фабрика на Яузе» (1922).

## Творческие судьбы участников НОЖа
Новое общество живописцев объединило разнородных художников на непрочной основе их обращения к формам изобразительного фольклора. Наиболее последовательно эти формы разрабатывал Адливанкин, в меньшей степени — Перуцкий, и ещё меньшей — Глускин. Нюренберг и Попов фактически обошли стороной неопримитивистскую линию формотворчества. Эмоциональная составляющая объединения шестерых художников также не смогла удержать их вместе долгое время: общество распалось в 1924 году. В середине и второй половине 1920-х Перуцкий и Глускин экспонировали свои пейзажи на выставках общества «Бытие», Ряжский стал одним из ведущих мастеров АХРРа, Адливанкин некоторое время был близок объединению «Левый фронт искусств», работал с Маяковским в области плаката и рекламы, занимался журнальным рисунком и до конца 1920-х почти не занимался живописью. Нюренберг преподавал историю западной живописи во ВХУТЕМАСе и выставлялся с бывшими членами группы «Бубновый валет», Попов работал в Главполитпросвете.
Линия неопримитивизма, обозначенная в 1922 году выставкой НОЖа, прямого продолжения в советском искусстве не получила. Станковая бытовая картина в 1920-е годы развивалась в существенно иных вариантах, и лидирующие позиции здесь заняли объединения АХРР и ОСТ.